# رالف أوغستين
رالف أوغسطين (بالألمانية: Ralf Augustin)‏ مواليد 27 سبتمبر 1960 في ألمانيا، هو لاعب كرة قدم ألماني سابق.

## روابط خارجية
- رالف أوغستين على موقع قاعدة بيانات كرة القدم.إي يو (الإنجليزية)
- رالف أوغستين على موقع بيانات كرة القدم. دي إي (الألمانية)